# Октябрь 2013 года

Список событий октября 2013 года.

## События
- 1 октября
  - Впервые за 17 лет правительство США приостановило свою работу[1].
  - В Боснии и Герцеговине началась первая в истории страны перепись населения[2].
  - В Сан-Марино на должности капитанов-регентов заступили Анна Мария Муччоли и Джан-Карло Капиккьони[3].
- 2 октября
  - Итальянский актёр Джулиано Джемма погиб в автокатастрофе под городом Черветере[4].
- 3 октября
  - У берегов Лампедузы (Италия) перевернулось судно с мигрантами из Восточной Африки; 274 человек погибли, около 100 числятся пропавшими без вести[5].
  - За два дня от наводнения в Таиланде погибли 27 человек[6].
  - Скончался олимпийский чемпион 1972 года по баскетболу Сергей Белов[7].
  - Спикер Сейма Литвы Видас Гедвилас ушёл в отставку[8].
  - Гамбия вышла из Содружества наций[9].
  - Правительство Финляндии официально объявило о погашении Россией долгов бывшего СССР перед Финляндией[10].
- 4 октября
  - Семь торрент-сайтов Рунета были заблокированы решением Мосгорсуда по заявлению Первого канала о распространении пиратского контента некоторых фильмов и сериалов, созданных или спродюсированных телеканалом[11].
  - В Москве состоялась презентация олимпийского кортежа, который будет сопровождать марафон олимпийского огня Сочи-2014 по России[12].
- 5 октября
  - В Ираке прошла серия терактов в разных городах. Погибли 66 человек, ранены более 100[13].
  - Украинский боксёр Владимир Кличко победил в 12 раундах российского боксёра Александра Поветкина, подтвердив звание чемпиона мира по версиям четырёх организаций[14].
- 6 октября
  - Названы победители проекта Россия 10. Среди победителей Коломенский, Ростовский, Нижегородский и Псковский кремль, Петергоф, Мамаев курган и скульптура «Родина-мать зовёт», Кижи, Троице-Сергиева лавра, озеро Байкал и мечеть «Сердце Чечни»[15].
  - В Москве стартовала эстафета олимпийского огня Сочи 2014, которая продлится 123 дня и пройдёт в 83-х регионах России[16].
  - Алла Пугачева и Максим Галкин стали родителями двух двойняшек, родившихся от суррогатной матери (сообщено в этот день)[17].
  - В Египте в результате беспорядков погибли 34 человека, пострадали более 200[18].
  - В Перу рейсовый автобус сорвался в пропасть, погибли 15 пассажиров, пострадало около 20[19].
- 7 октября
  - Нобелевская премия по физиологии и медицине присуждена американским ученым Джеймсу Ротману, Рэнди Шекману и немцу Томасу Зюдову за исследование механизмов, регулирующих везикулярный транспорт (перенос веществ внутри мембранных пузырьков)[20].
  - На индонезийском острове Бали открылся 21-й саммит АТЭС[21].
  - Клуб НХЛ «Филадельфия Флайерс» уволил главного тренера Питера Лавиолетта спустя неделю после старта сезона, что стало самой быстрой отставкой в истории хоккейной лиги[22].
  - Мулату Тешоме избран новым президентом Эфиопии[23].
  - Верховный Суд Мальдивской Республики отменил результаты первого тура президентских выборов прошедших 7 сентября, назначив повторное голосование на 19 октября[24].
- 8 октября
  - Британцу Питеру Хиггсу и бельгийцу Франсуа Энглеру присуждена Нобелевская премия по физике за предсказание элементарной частицы, названной бозоном Хиггса[25].
- 9 октября
  - Президентские выборы в Азербайджане[26]. Победу одержал действующий президент Ильхам Алиев[27].
  - Нобелевская премия по химии присуждена американцам Мартину Карплусу, Майклу Левитту и Арье Варшелю за развитие многомасштабных моделей[англ.] сложных химических систем[28].
- 10 октября
  - Премия имени Сахарова присуждена 16-летней пакистанке Малале Юсуфзай, которая «смело выступала за право всех детей на достойное образование»[29][30].
  - Нобелевская премия по литературе присуждена канадской новеллистке Элис Манро[31].
  - Генерал-полковник Олег Остапенко назначен новым главой Роскосмоса[32].
- 11 октября
  - Нобелевская премия мира присуждена Организации по запрещению химического оружия, базирующейся в Гааге[33].
  - У берегов Лампедузы (Италия) затонуло судно с беженцами из Африки, погибли около 50 человек[34].
  - На реке Нигер в Мали затонуло судно с сотнями людей на борту. Погибли 30 человек, более 150 пропало без вести[35].
- 12 октября
  - Под Самарой произошло крупное ДТП, погибли 13 человек[36].
  - Около 50 человек погибли в результате ДТП в Перу[37].
- 13 октября
  - В московском районе Бирюлёво Западное в связи с убийством местного жителя начались беспорядки; задержано около 400 человек[38][39].
  - 75 человек погибли и несколько десятков пострадали на мосту близ индуистского храма в штате Мадхья-Прадеш в Индии во время религиозного праздника[40][41].
  - В крупнейшем городе Казахстана Алма-Ате стартовал XVII чемпионат мира по боксу[42].
  - Циклон «Фэйлин» обрушился на Индию, по меньше мере десять человек погибли и более 800 человек остались без жилья[43].
- 14 октября
  - Американские учёные Юджин Фама, Петер Хэнсен и Роберт Шиллер удостоены Нобелевской премии по экономике за работы по эмпирическому анализу цен на активы[44].
- 15 октября
  - Сборная России по футболу впервые с 2002 года попала в финальную стадию чемпионата мира, сыграв в последнем отборочном турнире вничью со сборной Азербайджана 1:1[источник не указан 4326 дней].
  - В результате землетрясения на Филиппинах погибли более 80 человек, ранены около 160, есть разрушения[45].
  - В результате наводнения в Таиланде погибли около 20 человек[46].
  - Президент Украины Виктор Янукович подписал указ о переходе на контрактную основу формирования вооружённых сил[47].
- 16 октября
  - В Таиланде на острове Пхукет сгорел крупный торговый центр, по предварительным данным есть погибшие и пострадавшие[48].
  - В Челябинской области со дна озера Чебаркуль поднят самый большой фрагмент метеорита «Челябинск» весом 590 килограмм, упавший 15 февраля 2013 года[49].
  - Пассажирский самолёт ATR 72 авиакомпании «Lao Airlines», выполнявший рейс из лаосской столицы Вьентьяна в город Паксе, при заходе на посадку упал в реку Меконг, 49 человек погибли[50].
  - Эрна Сульберг возглавила правительство Норвегии.
- 18 октября
  - В Санкт-Петербурге открылись вторые Всемирные игры боевых искусств[источник не указан 4314 дней].
- 19 октября
  - Повторное голосования на выборах президента Мальдив вновь отменено из-за вмешательства полиции. Ранее Конституционный суд страны отменил итоги прошедшего 7 сентября первого тура голосования перенеся их на 19 октября[51].
  - На Филиппинах в результате ДТП погибли 20 человек, более 40 травмированы[52].
  - На юге Бельгии через 10 минут после вылета из аэропорта города Тамлу разбился самолёт с парашютистами, 11 человек погибли[53].
- 20 октября
  - Впервые в истории олимпийского движения крупнейший в мире атомный ледокол «50 лет Победы» доставил олимпийский огонь на Северный полюс[54].
  - Парламентские выборы в Люксембурге[55].
  - В Ираке прошла серия терактов, погибли около 90 человек[56][57].
  - В Нигерии боевики-исламисты около границы с Камеруном совершили нападение на пассажирский транспорт, погибли около 20 человек[58].
  - Во Вроцлаве (Польша) стартовал чемпионат мира по тяжёлой атлетике[59].
- 21 октября
  - В Волгограде произошёл теракт: в результате взрыва пассажирского автобуса погибли 6 человек, 32 пострадали[60][61][62].
  - Плотный смог окутал город Харбин на севере Китая, из-за загрязнения воздуха в сорок раз превышающего предельно допустимые международные нормы, распоряжением властей закрыты начальные и средние школы[63].
- 23 октября
  - В Таиланде автобус сорвался в пропасть, погиб 21 пассажир, ещё 19 пострадали[64].
  - В Ираке в результате теракта погибли 7 человек[65].
  - Геннадий Онищенко покинул пост главы Роспотребнадзора. Исполняющим обязанности главы ведомства назначена Анна Попова[66].
  - В Боливии автобус с футболистами сорвался в пропасть, погибли 7 игроков[67].
  - Столкнулось 5 автомобилей в штате Калифорния (США), погибли 6 человек, госпитализировано более 10[68].
  - Астрономы Техасского университета в Остине подтвердили, что галактика z8_GND_5296 является наиболее удалённой (расстояние от Земли 30 млрд световых лет из-за расширения Вселенной)[69] и древней галактикой из когда-либо обнаруженных. Галактика сформировалась 700 млн лет после Большого взрыва, когда Вселенной было около 5 процентов от своего текущего возраста в 13,798 млрд лет[70].
- 24 октября
  - Samsung сообщила о рекордных продажах Galaxy S4 — 40 миллионов телефонов за полгода[71].
  - ICANN делегировала четыре новых домена первого уровня: .شبكة, .онлайн, .сайт, .游戏[72].
  - Руководителем Федерального агентства научных организаций назначен заместитель министра финансов Михаил Котюков[73].
- 25 октября
  - В городке Сук Вади Барада в 40 км от столицы Сирии Дамаска произошёл взрыв автомобиля около мечети, погибли более 40 мирных жителей[74].
  - Досрочные парламентские выборы в Чехии[75]. По предварительным данным победу одержала Чешская социал-демократическая партия[76].
  - Президентские выборы на Мадагаскаре[77].
  - В Индии произошло наводнение, погибли 22 человека[78].
- 27 октября
  - Президентские выборы в Грузии[79]. Победу одержал представитель партии Грузинская мечта — Демократическая Грузия Георгий Маргвелашвили[80].
  - В Ираке (Багдад) состоялся теракт, погибли 16 жителей, ранены около 50[81].
  - Парламентские выборы в Аргентине[82].
  - Немецкий гонщик Себастьян Феттель в четвёртый раз стал чемпионом мира по автогонкам в классе «Формула-1»[83].
- 28 октября
  - На востоке Индии произошло наводнение в штатах Андхра-Прадеш, Западная Бенгалия и Орисса погибли 50 человек, пострадали около 1 млн жителей[84].
  - На площади Тяньаньмэнь в Пекине автомобиль врезался в толпу людей, после чего произошел взрыв, 5 человек погибли, 38 пострадали[85].
  - В Сомали атака двух неопознанных беспилотников привела к гибели по меньшей мере двух боевиков Аль-Шаабаб[86]
  - Ураган Святой Иуда прошёл через территории Англии и Уэльса, отменено движение поездов[87].
- 29 октября
  - ООН подтвердила вспышку полиомиелита в Сирии[88].
  - В США администратор Центров по реализации программ Medicare и Medicaid Мэрилин Тавеннер принесла официальные извинения за серьёзные проблемы в работе сайта healthcare.gov — ключевого элемента американской реформы здравоохранения[89][90].
  - Почти 1,5 тыс. населенных пунктов попали под воздействие урагана «Святой Иуда» на территории пяти регионов Северо-Запада России[91].
  - В Мали освобождены французские заложники, пробывшие три года в плену у террористов из «Аль-Каиды в странах исламского Магриба»[92].
- 30 октября
  - Победу в бейсбольной мировой серии одержала команда Бостон Ред Сокс[93].
  - Несколько высокопоставленных американских дипломатов и сотрудников Белого дома провели ряд встреч с представителями влиятельных еврейских организаций США с целью убедить их не добиваться введения новых санкций против Ирана в тот момент, когда отношения США и Ирана начали налаживаться после трех десятилетий раздора[94].
  - Президент Монголии Цахиагийн Элбэгдорж стал первым главой иностранного государства, посетившим КНДР со времени прихода к власти Ким Чен Ына[95].
- 31 октября
  - Мосгорсуд постановил признать недействительной лицензию о регистрации агентства «Росбалт» по требованию Роскомнадзора — за систематические и грубые нарушения закона о СМИ[96].
  - Microsoft, Apple, BlackBerry, Ericsson и Sony подали одновременно 8 скоординированных исков против компаний Samsung, HTC, LG Electronics, Pantech, Huawei, Asustek и ZTE[97].